# Stereocidarinae
De Stereocidarinae zijn een onderfamilie van de Cidaridae, een familie van zee-egels uit de orde Cidaroida.

## Geslachten
- Hirudocidaris Smith & Wright, 1989 †
- Phalacrocidaris Lambert, 1902
- Sinaecidaris Fourtau, 1921 †
- Stereocidaris Pomel, 1883
- Temnocidaris Cotteau, 1863 †